# تاريخ باليرمو الإسلامية

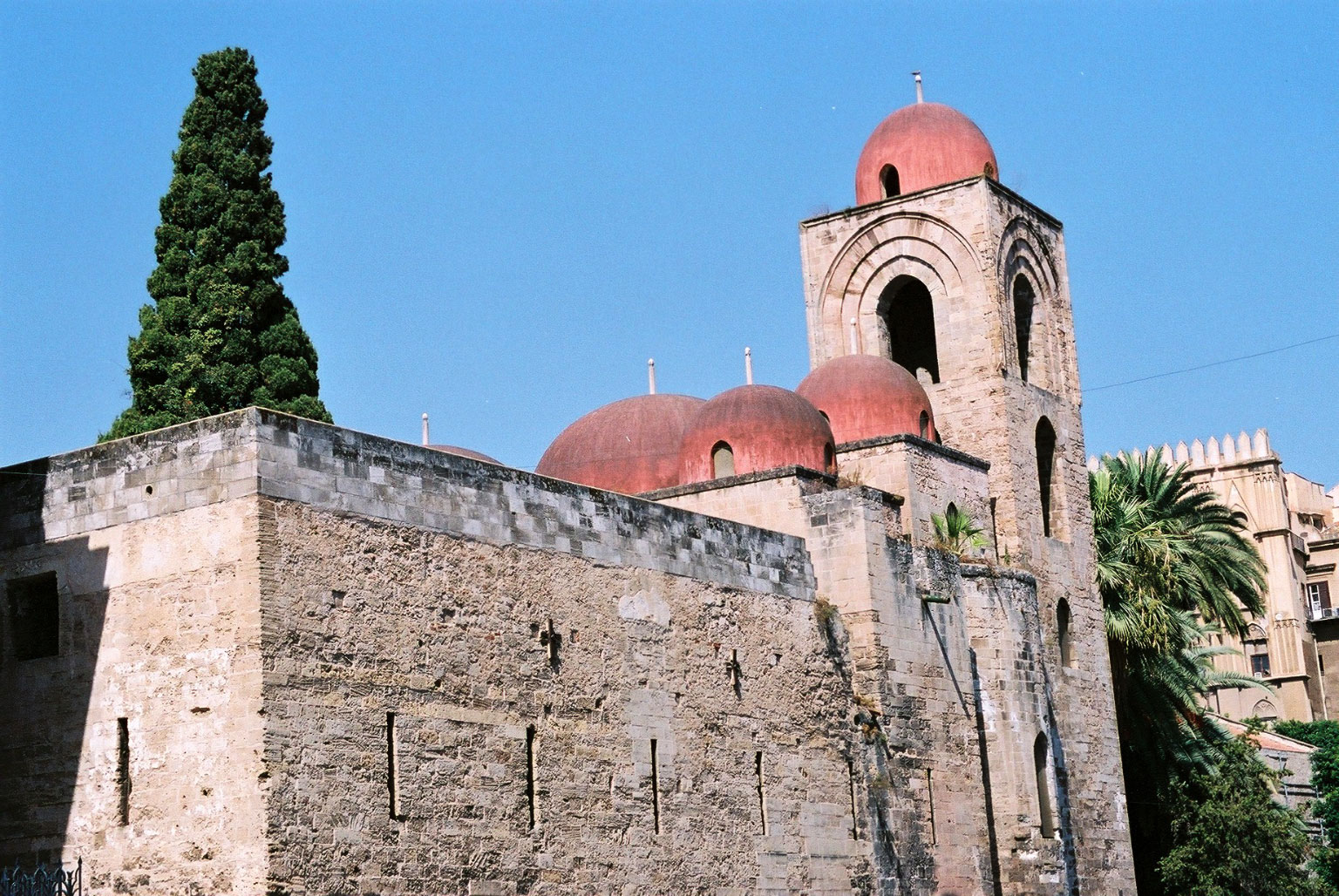
القديس يوحنا الناسك

في القرن التاسع فتح المسلمون صقلية قادمين من إفريقية، وبدأوا غزو الجزيرة في عام 827، واستولوا على باليرمو في عام 831 والجزيرة بأكملها في عام 965. وكان الحكام المسلمون على وجه التحديد هم الذين نقلوا عاصمة صقلية إلى باليرمو، وقد بقيت العاصمة منذ ذلك الحين. كان لا بد من تجهيز المدينة في تلك المرحلة بكل الهياكل البيروقراطية وتلك المخصصة للخدمات المتوقعة من العاصمة. وفي العصر الإسلامي أصبحت باليرمو مدينة مهمة في التجارة والثقافة، وحسب الجغرافي والرحالة ابن حوقل فإن المدينة اشتهرت بوجود أكثر من 300 مسجد فيها؛ وكانت معروفة في جميع أنحاء العالم العربي. وكانت المنطقة تعيش زمنًا من الرخاء والتسامح: حيث عاش المسيحيون واليهود في وئام مع المسلمين.

## السياسة

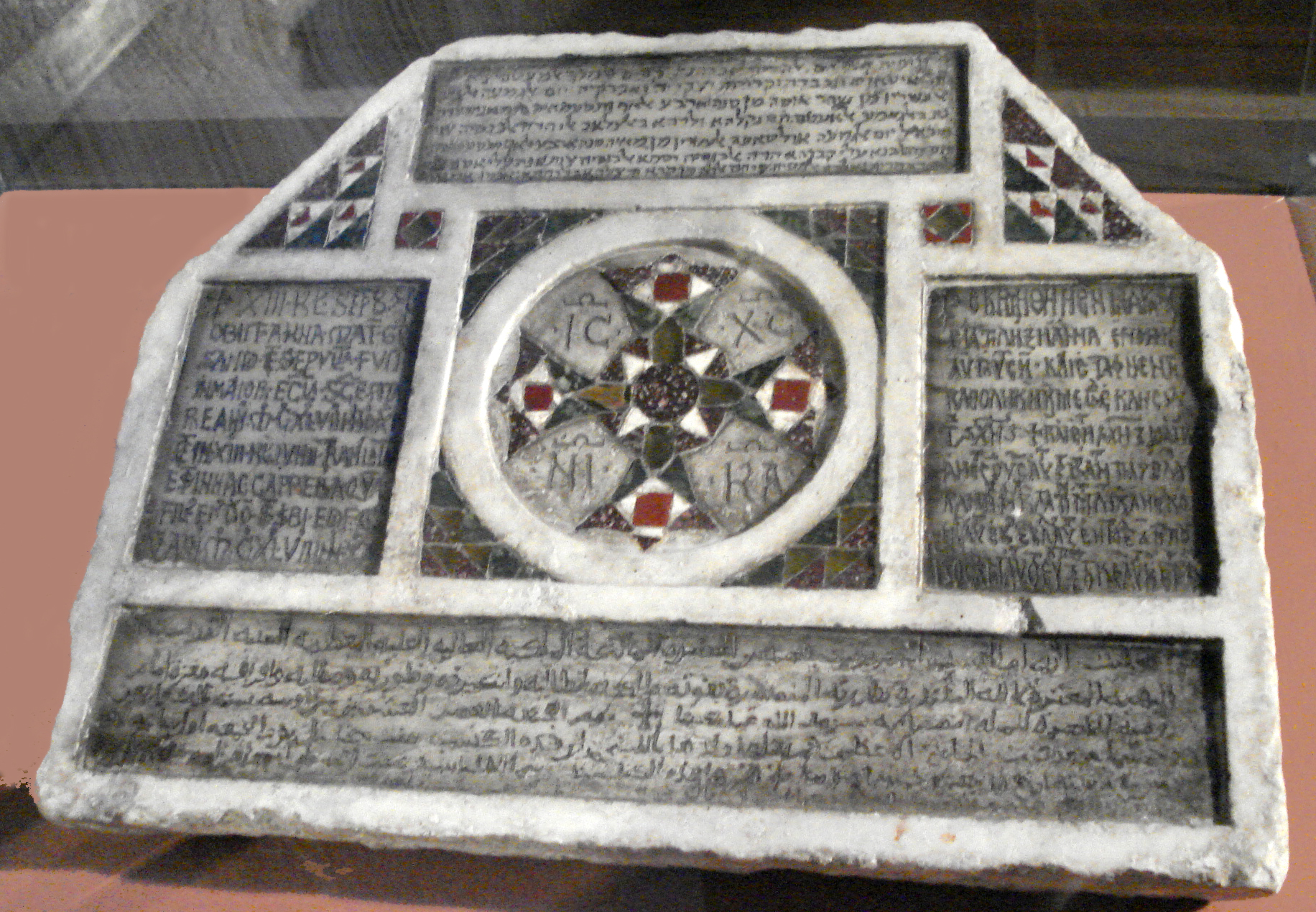
نقش جنائزي مسيحي، يعود تاريخه إلى عام 1149، بأربع لغات (اللاتينية، واليونانية البيزنطية، والعربية، والعبرية) يشهد على التعدد العرقي في باليرمو في العصور الوسطى (متحف الفن الإسلامي).

وقد أدت سنوات السيطرة العربية إلى صعود المدينة بشكل حاسم وتفوقها على المراكز الأخرى في صقلية . مقر إمارة قوية، والتي بفضل القدرة الإدارية لبني كلب، أصبحت أرضًا غنية ومزدهرة ذات عادات إسلامية نموذجية مع تأثيرات في اللغة وأسماء المواقع، وفي الثقافات وفي المباني المعمارية. ولا تزال آثاره باقية حتى في المعالم الأثرية التي تشكل مركز المدينة القديمة.
كما ادعى الراهب ثيودوسيوس الذي نقل هذه المعلومات أن منطقة باليرمو كان بها حوالي ثلاثمائة مسجد وكان التعليم موكلًا إلى ثلاثمائة معلم لسكان يزيد عددهم على مائتي ألف نسمة.
كانت صقلية مقسمة إلى ثلاثة وديان (وادي مزارة [الإيطالية]، ووادي ديمون [الإيطالية]، ووادي نوطس)، وكانت المنطقة خاضعة لسيطرة نوع من السيادة الموكلة إلى "القائد". اشتبك العرب مع المسيحيين في البداية لمدة قصيرة، ولكن بعد ذلك ساد التسامح وكان لهم حرية العبادة ولكنهم العرب اتبعوا النظام الإسلامي حيث كان على المسلمين دفع الزكاة والقتال في الحروب بينما كان غير المسلمين لا يشاركون في الحروب ويدفعون " الجزية ".
ومع ذلك، تآكلت القوة الإسلامية بسبب الصراعات الداخلية داخل الإمارة التي فتحت الطريق إلى صقلية للأجانب حتى عام 1072، بعد أربع سنوات من الحصار، قام الكونت روبرت جيسكارد والكونت روجر الأول من هوتفيل، وكلاهما نورمانديان، بغزو مدينة باليرمو.

## الخدمات العامة
ومن الجدير بالملاحظة بشكل خاص الأعمال الرامية إلى تحسين شبكة المياه في المدينة، مع إنشاء العديد من القنوات، وهي قنوات تحت الأرض تعبر المدينة بأكملها ولكنها توجد أيضًا في كونكا دورو [الإيطالية] وفي منطقة بارتانا مونديلو [الإيطالية]، بعيدًا جدًا عن مركز المدينة العربية.

## الاقتصاد
كما بدأ العرب عملًا هائلًا في الاستغلال الزراعي لأراضي باليرمو، فمن خلال بناء الأعمال المعمارية قاموا بتحسين وإعادة تطوير أراضٍ كبيرة وجعلوها صالحة للزراعة، واهتموا على وجه الخصوص بزراعة الحمضيات والبردي والقطن.
وستشهد المدينة أيضًا تطورًا قويًا من الناحية التجارية، حيث ستصبح وجهة ثابتة لحركة البضائع الرئيسة في البحر الأبيض المتوسط، ولهذا السبب سيتم أيضًا تعزيز ميناء المدينة.

## التخطيط العمراني في العصر الإسلامي
ورغم أنه لم ينجُ أي عمل معماري من أصل عربي بسبب تدمير القوى الغازية لأي أثر إسلامي، فإن العديد من التحولات الحضرية المعروفة لا تزال واضحة. جعل الفاتحون المسلمون من باليرمو مقرًا لإمارة وتدخلوا من خلال تعزيز نظام المياه والموارد الزراعية في الريف المحيط المزدهر، مما أعطى دفعة ملحوظة للتجارة، وشجع الهجرة القوية من بقية الجزيرة ومن البحر الأبيض المتوسط بأكمله. ومن ثم أصبح من الضروري تطوير مستوطنات جديدة تنمو خارج مخطط المدينة الأصلي بين أسوار باليرمو [الإيطالية] ونهري بابيريتو [الإيطالية] وكمونيا [الإيطالية]. علاوة على ذلك، تم تجهيز المدينة بالعديد من المباني العامة والدفاعية الجديدة، وأثريت بالحدائق المورقة مثل تلك الموجودة في حديقة فرفرة [الإيطالية] التي ذكرها ابن جبير. ويحكي الإدريسي عن خمسة أحياء: الحلقة أو الجلقة، أي الباليابوليس القديمة وأسوار المدينة القديمة حيث كانت تقع المباني الإدارية وحيث بُني الجامع، وهو مسجد ضخم يمكن أن يستوعب ما يصل إلى 7000 شخص، ويقع في موقعه كاتدرائية [الإنجليزية] الحالية؛ ثم حي القصر [الإنجليزية]، على طول نيابوليس؛ وحي ألبيرغيا [الإنجليزية]، حيث بُنيَت قلعة جديدة وفخمة في موقع القصر النورماندي؛ وإلى الشمال حي سكيافوني ، المقابل لسيرالكاديو [الإنجليزية]؛ وحي الحليسة (كالسا) بالقرب من البحر، والتي تعتبر المدينة "المختارة" ومقابل الجلقة، وكذلك قلعة الأمير والجنود. وبعد ذلك، وُسع الميناء وحُدث مع بناء مستودعات جديدة وترسانة وتم بناء تحصينات جديدة أيضًا لتشمل الرباط والقرى الطرفية خارج الأسوار مثل قرية فيكولو ميشيتا الحالية التي يسكنها اليهود، أو قرية لاتاراني [الإيطالية]، وأهم مثال على ذلك هي قلعة ماري [الإنجليزية]، التي أُقيمت في المنطقة التي تحمل الاسم نفسه [الإنجليزية]. في القرن العاشر، وصف ابن حوقل المدينة بأنها أكبر من الفسطاط، لكنها مقسمة إلى قطاعات مختلفة؛ مباني المدينة مصنوعة من الحجر والجير وتظهر باللونين الأحمر والأبيض. وهي محاطة بالينابيع والقصب، ويزودها نهر يسمى وادي عباس. وتكثر الطواحين في وسطها وتكثر فيها الفاكهة ومنتجات التربة والعنب. ويضرب الماء أسوارها. ولها مدينة داخلية، يقع فيها مسجد الجامع؛ والأسواق في الضواحي. كما أن لها مدينة خارجية مجهزة بأسوار تسمى الحليسة، ويوجد بها أربعة أبواب، كما ذكر ابن حوقل كنيسة ضخمة قريبة للمسجد.

## ملحوظات
1. ↑  "403 Forbidden". مؤرشف من الأصل في 2011-01-11.
2. ↑  Treccani.it نسخة محفوظة 2025-01-21 على موقع واي باك مشين.
3. ↑  Adalgisa De Simone, Palermo nei geografi e viaggiatori arabi del Medioevo, Napoli, Centro di studi magrebini, 1968

## فهرس
- {{استشهاد بكتاب}}: استشهاد فارغ! (مساعدة)
- {{استشهاد بكتاب}}: استشهاد فارغ! (مساعدة)
- {{استشهاد بكتاب}}: استشهاد فارغ! (مساعدة)
- {{استشهاد بكتاب}}: استشهاد فارغ! (مساعدة)
- {{استشهاد بكتاب}}: استشهاد فارغ! (مساعدة)
- {{استشهاد بكتاب}}: استشهاد فارغ! (مساعدة)
- {{استشهاد بكتاب}}: استشهاد فارغ! (مساعدة)
- {{استشهاد بكتاب}}: استشهاد فارغ! (مساعدة)
- {{استشهاد بكتاب}}: استشهاد فارغ! (مساعدة)

## طالع أيضًا
- تاريخ باليرمو [الإيطالية]
- تاريخ صقلية الإسلامية